# Loyset Piéton
Loyset Piéton (Bernay, Normandia, segles XV-XVI) fou un compositor francès.
Fou un dels contrapuntistes més cèlebres de la seva època, i deixà nombroses composicions, principalment motets, salms i cançons.
Es troben algunes d'aquestes en les Antologies del seu temps, com la d'Attaignaut;
- Motteti del Fiori, de Jakob Moderne
- Conventus, de Sablinger
- Col·lecció de Salms, de Petreius
- Motteti della Corona, de Petrucci, etc.

A més, deixà manuscrits: O beata infantia, motets a 6 veus; In te Domine speravi, missa a 5; Veni Sancte spiritus, seqüència a 6, i un Himne a 6.